# Пенка Касабова
Пенка Милева Касабова е българска педагожка и писателка, първата българска детска учителка с висше образование по предучилищно възпитание.

## Биография
Родена е в Стара Загора на 12 август 1901 година в семейството на учителката Анастасия Касабова и учителя и книжар Милю Касабов.  Сестра е на поета Гео Милев.
През 1921 година завършва педагогическия курс на Елизабет Кларк към Американската детска градина в София като една от неговите първи възпитанички, а от септември 1921 година започва работа в Американската детска градина като детска учителка. През 1925 година Кларк я изпраща да следва в Съединените американски щати.  От 1925 година до 1928 година Касабова е студентка по педагогика в Националния колеж за детски и начални учители,  в Еванстън, Илинойс. Касабова го завършва с бакалавърска степен по педагогика..   
След завръщането си в България, Касабова прилага творчески постиженията на съвременната педагогика и ги приспособява към местните условия. Ръководи Курса за подготовка на детски учителки към Американската детска градина в София от 1929 година до 1932 година, а през 1932 година става директор на Американската детска градина и Курса за подготовка на учителки към нея. През 1932 година става приемничка на Елизабет Кларк като директор на Американската детска градина в София и Института за детски учителки към нея. Остава на тази длъжност до юни 1942 година, когато тези институции са закрити заради Втората световна война.
В края на 1932 година замисля издаването на списание за предучилищно възпитание, което да е в помощ на всички учителки в детски градини и да популяризира системата на предучилищното възпитание. Наречено е „Първи стъпки“ и започва да излиза като орган на дружеството „Фридрих Фрьобел“ на завършилите Американската детска градина, а Пенка Касабова е главен редактор. Концепцията е да е месечно списание с четири отдела: общ, за родители, за учители и за деца. През 1940 година отговорник за детския отдел става Леда Милева; там за първи път е публикувано стихотворението ѝ „Зайченцето бяло цял ден си играло“. Списанието излиза 12 години, временно спирайки само по време на бомбардировките на София, но през 1945 година е забранено като всички частни издания.
През 1934 година Пенка Касабова подкрепя идеята за създаване на летни детски градини в Пордимско и помага за организирането им, изпраща там и курсистките си като на стаж, а през следващите години изгражда мрежа от такива детски градини в селските райони на България която непрекъснато се разраства и надхвърля 2000 (1945)..
Връзката ѝ с Борис Христов, датираща от 1937 година, оказва голямо влияние върху развитието му като творец, за да поеме по пътя на своето призвание – музиката. В писмо от 1946 година той пише: „Ти си била и ще бъдеш един от най-големите двигатели на моите стремежи, на моите действия за постигането им. Сега виждам ясно благотворното ти влияние върху мен, върху развитието на моите добродетели, на чувствата ми и на желанията ми за борба и за победа в живота“. След деветосептемврийския преврат на нея не ѝ разрешават да замине за Италия при него, но сътрудник на Държавна сигурност (Стефан Богданов) ѝ обяснява, че може и да ѝ разрешат, ако започне да им сътрудничи и да донася чрез посолството в Рим за хората, с които ще се среща. Тя обаче отказва.
През 1945 година организира в София детски дом за малки деца, останали сираци от Отечествената война.
През 1948 г. е уволнена от Министерството на просветата „поради непригодност“, макар че тогава е единствената жена в България с висше образование по предучилищна педагогика. Както пише в своите спомени, „наистина аз бях непригодна тъй шаблонно и безкритично да въведа съветския метод в българските детски градини <...> не можех да отида против съвестта си и против педагогическото си верую“. Шест години е без работа. Изселена е. По-късно работи като сътрудник в сп. „Free Bulgaria“ (списвано на английски за пропаганда) и в издателство „Народна младеж“ като редактор на българския текст на преведени от английски книги, но това не ѝ носи удовлетворение като любимата ѝ педагогическа работа.
Дарителка е на Националната художествена галерия.
През 2000 година учредява Сдружение „Елисавета Кларк и Пенка Касабова“.
Пенка Касабова умира в София на 12 септември 2000 година.

## Книги
Касабова е авторка на редица книги и статии.
- Как се организира детска градина. София, Държ. изд., 1945.[16]
- Коледни приказки. София, Фют, 1994, 1995.[16]
- Скици по пътя на живота, 2001.[2]
- Любов и талант (младостта на Борис Христов). Второ допълнено издание 2013.[16][17]

## За нея
Био-библиография „Пенка Милева Касабова“ от доц. д-р Райна Захариева (2012).